# Wilhelm Flammer
Wilhelm Flammer (* 1909; † 1977) war ein schweizerischer römisch-katholischer Geistlicher, Lehrer und Esperantist.

## Leben
Nach dem Besuch des Gymnasiums in Stans studierte Flammer Philosophie und katholische Theologie in Fribourg und in Freiburg im Breisgau.
Nach dem Studium arbeitete er in Schwyz in einer Schule von 1935 bis 1941, dann an der Erziehungsanstalt Thurhof in Oberbüren (bis 1948). Danach folgten Seelsorgeeinsätze in St. Gallen, Montlingen und Zürchersmühle (Urnäsch).
Für die Internationale Katholische Esperanto-Vereinigung (IKUE) war Flammer von nicht geringer Bedeutung, war er doch als Präsident des Schweizer Ablegers (SKUE) Repräsentant seines Landes. Zudem nahm er für IKUE Sekretariatsaufgaben wahr. Im Jahr 1966 organisierte er den IKUE-Kongress in Sankt Gallen.
1963 schuf er das Werk Katolika Terminaro. Flammer übersetzte die Enzyklika Pacem in terris von Johannes XIII. und Ecclesiam Suam von Paul VI. (diese gemeinsam mit William Perrenoud; hrsg. 1965).
Die Schweizerische Esperanto-Gesellschaft verdankt ihm die Mitorganisation ihrer Zusammenkunft 1967 in Wil SG und zwei Jahre an Redaktionsarbeit an ihrem Organ Svisa Espero (von 1967 bis 1969). Beim Dreiländertreffen von Esperantisten aus Deutschland, der Schweiz und Österreich in Bregenz 1977 war er als Prediger tätig.